# Chiesa di San Martino (Colle di Val d'Elsa)
La chiesa di San Niccolò o di San Martino è una chiesa di Lano a Colle di Val d'Elsa, in provincia di Siena.

## Storia
La località è nota fin dal 1048 e si trova sulla variante per Casole della via Maremmana; esisteva fin dall'inizio del XII secolo come una delle suffraganee della pieve a Elsa, ripetutamente nominata dalle bolle papali.
Anche la badia a Spugna vi vantava diritti che furono confermati il 23 novembre 1183 da papa Lucio III a Mauro abate di Spugna. Un secolo dopo, però, la "ecclesia S. Martini de Lano" compariva tra le chiese manuali della pieve di Castello e risultava dotata di una rendita instabile e non molto alta.
Il 9 aprile 1360 veniva ricordata ancora come "ecclesia S. Martini de Lano in villa de Lano", mostrando di aver definitivamente perso l'antico titolo. Il successivo spopolamento della parrocchia, pur innalzata a priora di libera collazione, non suggerì di compiere ampliamenti dell'edificio, che subì comunque leggere trasformazioni.

## Descrizione
La chiesa, posta al centro del borgo rurale, consiste in un'aula rettangolare absidata e coperta a tetto.
La facciata a capanna, che mostra i segni di più interventi di consolidamento, presenta il caratteristico paramento a bande bicrome, realizzato con ricorsi di cotto graffito e colorito e filaretto di travertino, diffuso nella porzione della diocesi di Volterra sottoposta all'autorità politica di Siena.
Il portale principale, coronato da un enorme arco estradossato di gusto volterrano-pisano e ghiera semplicemente modanata in pietra arenaria, è privo di lunetta e mostra i segni di rifacimenti nei piedritti e nell'architrave. Ad esso sovrapposto si trova un occhio con ghiera a listello in laterizio, attualmente tamponato con materiali provenienti dal fronte stesso, probabilmente abbassato in un restauro dal tetto.
La tribuna è caratterizzata dall'abside semicircolare realizzato con un parametro simile a quello della facciata. Il coronamento ad archetti intrecciati, analogo a quello della pieve di Monterappoli, potrebbe però essere frutto di un recente restauro (simmetria, regolarità, ottima conservazione delle superfici ne sono forse indice), così come l'ampia monofora archiacuta.
Sul fianco settentrionale, dove si appoggia un campanile a vela posticcio, prosegue l'uso della pietra alternata al cotto in funzione cromatica, conferendo unitarietà a questo piccolo ma significativo edificio dell'inizio del XIII secolo.